# 片岡一竹
片岡 一竹（かたおか いちたけ、1994年（平成6年） - ）は、日本の哲学者・精神分析家。栃木県出身。現在は早稲田大学文学研究科表象・メディア論コース博士後期課程在籍中。日本学術振興会特別研究員DC1。戸山フロイト研究会主宰。東京精神分析サークル会員。

## 人物
1994年（平成6年）、栃木県に生まれる。真岡高校卒業後、早稲田大学文化構想学部に進学。
高校在学中より大学では批評や現代思想について学びたいと考えており、特に興味のあった現代思想の研究は狭義の哲学分野のみならず、文学や芸術なども含んだ全般的な思想を扱うため、幅広い分野を学べる文化構想学部を理想的な環境だと感じたことが進学先を決めた理由だという。
2017年（平成29年）、早稲田大学文化構想学部を卒業。文学研究科表象・メディア論コース修士課程に進学（デリダ研究者の藤本一勇研究室）。2019年（平成31年）より日本学術振興会特別研究員DC1。
趣味は音楽鑑賞。好きなアーティストとして吉田拓郎とサザンオールスターズをあげている。

## 著作
- 『疾風怒濤精神分析入門――ジャック・ラカン的生き方のススメ』誠信書房、2017年。ISBN 978-4414416312
  - 増訂版『ゼロから始めるジャック・ラカン』ちくま文庫、向井雅明解説、2023年。ISBN 978-4480439154

訳書
- ソニア・キリアコ『稲妻に打たれた欲望――精神分析によるトラウマからの脱出』（共訳）誠信書房 ISBN 978-4414414653